# Linde in Rambach
Die Linde in Rambach im nordhessischen Werra-Meißner-Kreis wurde bereits in der Mitte der 1930er Jahre zu einem Naturdenkmal erklärt. Das Pflanzdatum ist unbekannt. Ihr Alter wird in dem 1984 erschienenen Buch Bäume aus dem Werraland auf rund 250 Jahre geschätzt.

## Standort
Der alte Baum steht auf einem teilweise erhöhten und ummauerten Platz im alten Dorfkern von Rambach. Die „Lindenruh“ genannte Stelle befindet sich östlich der Kirche an der Ecke Dorfstraße und Rosengasse. Rambach, das 1971 im Rahmen der hessischen Gebietsreform mit Weißenborn zu einer Gemeinde zusammengefasst wurde, liegt am östlichen Rand des nordhessischen Werra-Meißner-Kreises. Die Gemarkung des Ortes erstreckt sich bis an die Landesgrenze zu Thüringen. Nach der naturräumlichen Gliederung Deutschlands des Instituts für Landeskunde Bad Godesberg gehört dieser Bereich zu dem Schlierbachswald (357.91), einer Teileinheit des Fulda-Werra-Berglands (357.91) innerhalb des Osthessischen Berglands (35). Nach Süden geht die Landschaft in den Nördlichen Ringgau (483.43) über, der den Nordwestlichen Randplatten des Thüringer Beckens (483) zugeordnet wird.

## Denkmalschutz
Der alte Baum, der in der Liste der Naturdenkmale des Werra-Meißner-Kreises die Nummer ND 636.573 besitzt, wird als „rechtsverbindlich festgesetzte Einzelschöpfung der Natur“ durch das Bundesnaturschutzgesetz besonders geschützt. Die Linde gehörte zu den 101 Bäumen und Baumgruppen, die anlässlich der Neuregelung des Naturschutzes durch das Naturschutzgesetz vom 26. Juni 1935 mit Zustimmung der höheren Naturschutzbehörde unter der laufenden Nummer 73 in das Naturdenkmalbuch des Kreises Eschwege eingetragen wurden und mit dem Inkrafttreten der Verordnung zur Sicherung von Naturdenkmalen in den Stadt- und Landkreisen des Regierungsbezirks Kassel am 1. November 1936 den Schutz des Reichsnaturschutzgesetzes erhielten.

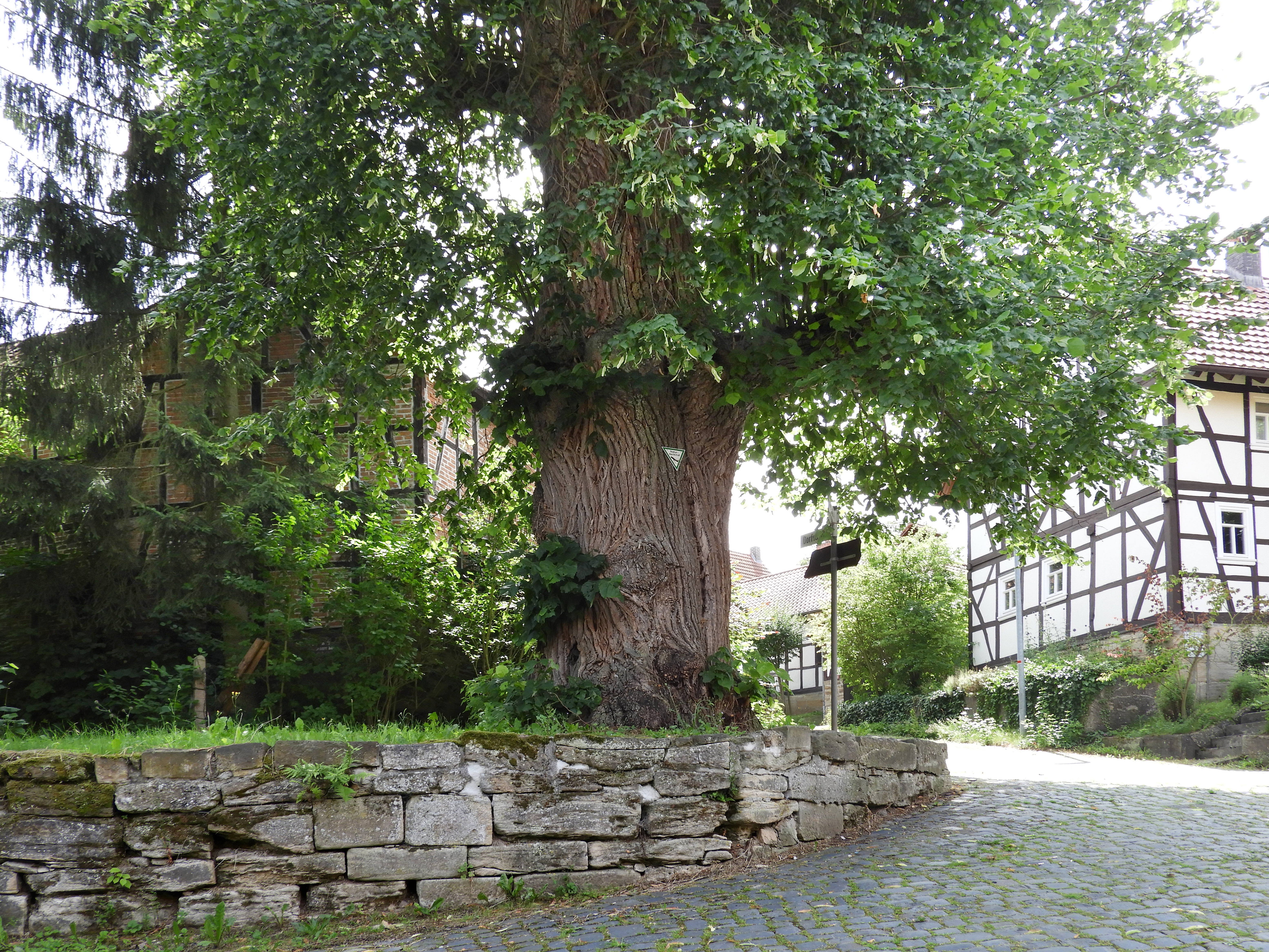
„Lindenruh“ an der Ecke Dorfstraße und Rosengasse

Der Platz mit der Linde befindet sich im historischen Ortskern Rambachs, mit Gebäuden deren Entstehungszeit teilweise bis in die Jahre vor dem Dreißigjährigen Krieg zurückreicht. Wegen seiner geschichtlichen Bedeutung wird dieser Bereich als Gesamtanlage nach § 2 Absatz 1 des Hessischen Denkmalschutzgesetzes als Kulturdenkmal geschützt und ist in das Denkmalverzeichnis des Landes Hessen eingetragen worden.